# Svetislav Basara

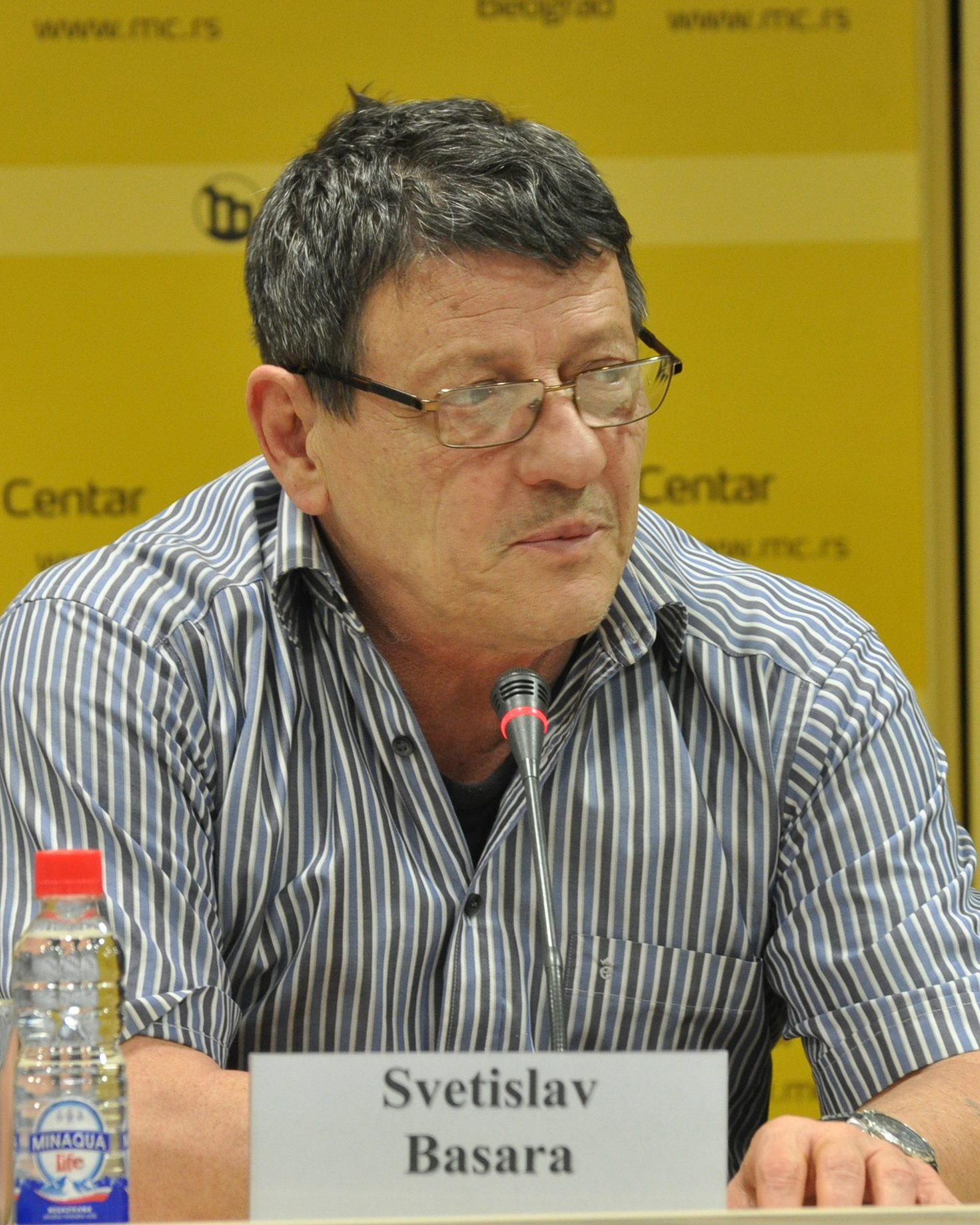
Svetislav Basara, 2014

Svetislav Basara (serbisch-kyrillisch: Светислав Басара; * 21. Dezember 1953 in Bajina Bašta, Jugoslawien) ist ein serbischer Schriftsteller.

## Biografie
Basara gilt als einer der angesehensten und provokativsten zeitgenössischen Schriftsteller in seinem Land, und auch auf dem internationalen Büchermarkt als einer der erfolgreichsten serbischen Autoren, aus dessen bislang über vierzig Bände umfassenden Gesamtwerk bereits einzelne oder mehrere Werke in bulgarischer, deutscher, englischer, französischer, italienischer, niederländischer, rumänischer, slowenischer, spanischer und ungarischer Übersetzung erschienen sind.
Nach der Matura in Užice begann er ein Studium an der Philologischen Fakultät der Universität Belgrad, das er 1976 nach zwei Semestern abbrach. Danach lebte und arbeitete er als freiberuflicher Schriftsteller, schrieb seither zahlreiche Rezensionen, Feuilletons und Essays für verschiedene Tageszeitungen, Nachrichtenmagazine und Literaturzeitschriften, war zeitweilig Chefredakteur der Literaturzeitschriften Književna reč (1983–86) und Međaj (1989) und schreibt seit 2009 die Kolumne Berühmt (Famozo) in der Tageszeitung Danas. Er ist Mitglied der Demokratischen Partei (DS), wechselte zwischenzeitlich zur DSS, zur DHSS (Christdemokraten) und kehrte letztlich wieder zur DS zurück. Der mit einigen Literaturpreisen seines Landes gewürdigte Schriftsteller, darunter der NIN-Preis (2006 und 2020) und der Isidora-Sekulić-Preis (2015), war Botschafter der BR Jugoslawien auf Zypern von 2001 bis 2005.
Basara äußerte sich im Juni 2014 in einem Gespräch mit Elena Messner kritisch und mit Sinn für Humor unter dem Titel Vor dem Lesen sollte man eine Packung Marlboro rauchen über Theorie und Realität des menschlichen Lebens und über Weltanschauungen im Allgemeinen wie folgt:

„Wenn die Rede von Theorien ist, denke ich immer an Baudrillards Definition, wonach – ich paraphrasiere – die Theorie eine Falle sei, in welche die Realität hineintappen sollte. Die Realität tappt zu ihrem eigenen und unseren Leidwesen allzu oft in diese scheinbar naiven Fallen. Ich halte die Farce, die Übertreibung und die Unernsthaftigkeit für die allerbesten Werkzeuge, um über die sogenannten „ernsthaften Dinge“ zu schreiben. Auch für diese Behauptung habe ich ein Zitat parat. In den fünfziger Jahren des vorigen Jahrhunderts schrieb ein italienischer Schauspieler und Komiker, der sich der Religion stark verbunden fühlte, einen Brief an Padre Pio, den berühmten Mystiker und Stigmatiker. Darin beschwerte er sich, er sei nicht in der Lage, sich dem Geist zuzuwenden, weil er jeden Abend geschminkt auf die Bühne gehen und sich dort zum Trottel machen müsste. Padre Pio gab ihm die folgende Antwort: „Mein Sohn, diese Skrupel sind unbegründet. Wir alle machen uns zu Trotteln, und zwar an jenen Orten, welche die Vorsehung für uns bestimmt hat.“ Großes Unglück passiert dann, wenn ein Mensch sich selbst und die Welt, in der er lebt, allzu ernst nimmt.“

Sein Roman Engel des Attentats (Anđeo atentata), ein Jahr nach dem hundertsten Jahrestag des Beginns des Ersten Weltkriegs erschienen, ist ein sarkastisches und ironisch tiefsinniges Buch über die Sinnlosigkeit und die Lächerlichkeit historisierender Mystifikationen, über die plakative Darstellung der Geschichte im Stil des Boulevards, über nationalistische Destruktivität  und die enge Verbindung zwischen europäischer Kultur und Barbarei. Thronfolger Franz Ferdinand von Österreich-Este diktiert im Jenseits seinem Sekretär seine persönliche Sicht auf das Attentat in Sarajevo, ein posthumes Lebensbekenntnis und politisches Testament, das  den Genius seiner Persönlichkeit in all seiner Widersprüchlichkeit offenbart. Mit großem kulturgeschichtlichem, geistesgeschichtlichem und historischem Wissen, aber vor allem mit literarischen Mitteln der Farce und Burleske zeichnet Basara ein kulturelles Panorama dieser Zeit, das stereotype Interpretationen sowohl von serbischer als auch von deutschsprachiger Seite ad absurdum führt und vor allem die moralische Niederlage und die Fragwürdigkeit von Gewalt als politischem Mittel als fatale Konsequenz solcher kollektiver Selbstbilder dem Leser gegenwärtig ins Gedächtnis ruft. Ein Fazit des Buches: Antworten auf Fragen bezüglich der Vergangenheit sind schneller gegeben, als Antworten auf Fragen der Gegenwart und Zukunft. Der Titel des Buches ist inspiriert vom geschichtsphilosophischen Aufsatz Über den Begriff der Geschichte von Walter Benjamin und dem Bild Angelus Novus. Ein Bonmot aus dem Panoptikum des Buches zur Veranschaulichung: Es gäbe keine Serben, keine Kroaten, keine Tschechen, keine Slowaken, keine Ungarn, keine Rumänen und vielleicht auch keine Russen ohne deutsche und österreichische Dichter, Philosophen und Musiker der Romantik, jedenfalls nicht in einer derart finsteren Form. Die Heimat all dieser Wandervölker ist nicht die asiatische Steppe, sondern die Wiener Nationalbibliothek. Ein Jahrzehnt vor der Publikation dieses Romans kommentierte der Autor den Inhalt des Buches bereits vorwegnehmend mit einer metaphorischen Aussage über die jüngste Vergangenheit Serbiens: „Und die Kugel, die Gavrilo Princip vor neunzig Jahren abgefeuert hat, zirkuliert immer noch in dieser Region. Er hat kürzlich Zoran Đinđić getroffen.“
Er ist Unterzeichner der 2017 veröffentlichten Deklaration zur gemeinsamen Sprache der Kroaten, Serben, Bosniaken und Montenegriner.

## Deutsche Übersetzungen
- Der zerbrochene Spiegel (Napuklo ogledalo),  Slavica Verlag Kovač, München 1994, ISBN 978-3-927077-86-7.
- Führer in die innere Mongolei (Mongolski bedeker), Kunstmann, München 2008, ISBN 978-3-88897-524-0.[7][8]
- Die Verschwörung der Fahrradfahrer (Fama o biciklistima), übersetzt von Mascha Dabić, Dittrich, Berlin 2014, ISBN 978-3-943941-19-7.[9][10][11][12]